# Nußdorfer Haufen
Der Nußdorfer Haufen war eine Freischar, ein damals so genannter Gewalthaufen. Er bildete sich am 23. April 1525, während die Kirchweih („Kerwe“) in Nußdorf abgehalten wurde, und markierte den Beginn des Pfälzischen Bauernkriegs. Der Haufen umfasste 200 Personen. Da zu diesem Zeitpunkt Nußdorf lediglich um die 115 Einwohner zählte, muss davon ausgegangen werden, dass das Einzugsgebiet der Bauernmiliz größer gewesen sein muss.
Die Milizionäre zogen ins Siebeldinger Tal und besetzten zusammen mit anderen den Siebeldinger Hof. In der Folge zerstörten sie die Burg Neuscharfeneck und mehrere Klöster.
Nachdem Verhandlungen mit dem Kurfürsten Ludwig V. gescheitert waren, wurde die Truppe in der Schlacht bei Pfeddersheim zerschlagen.